# Les Coquillettes
Pour plus de détails, voir Fiche technique et Distribution.
Les Coquillettes est un film français réalisé par Sophie Letourneur, sorti en 2013.

## Synopsis
Trois jeunes femmes en mal d'amour — trois « nouilles » — se rendent au festival de Locarno, chacune avec un objectif…

## Fiche technique
- Titre : Les Coquillettes
- Réalisation : Sophie Letourneur
- Scénario : Sophie Letourneur
- Photographie : Antoine Parouty
- Montage : Jean-Christophe Hym
- Son : Pascal Ribier
- Producteur : Emmanuel Chaumet
- Supervision musicale : Thibault Deboaisne
- Producteurs associés : Gregory Gajos, Arthur Hallereau, Alexandra Henochsberg et Bernard Tanguy
- Production : Ecce Films
- Coproduction : Rezina Productions - Ad Vitam avec le soutien du département de la Seine-Saint-Denis
- Distribution : Ad Vitam
- Format : couleur - 1,78:1 - 35 mm - Son Dolby
- Langues : français, italien et anglais
- Pays d'origine :  France
- Genre : comédie[1]
- Durée : 75 minutes
- Date de sortie : 
  - France : 20 mars 2013
- Budget : 300 000 €[2]
- Box-office France : 10 559 entrées[3]

## Distribution
- Camille Genaud : Camille
- Carole Le Page : Carole
- Sophie Letourneur : Sophie
- Julien Gester : Martin
- Louis-Do de Lencquesaing : P.A.
- Isabelle Régnier : Isabelle
- Eugenio Renzi : Luigi
- Lolita Chammah : Lolita
- Camille Rutherford : Léa
- Caroline Deruas : Caroline
- Benoît Forgeard : Benoît Forgeard
- Emmanuel Mouret : Lui-même (non crédité)
- Yann Le Quellec : Yann
- Christophe Gougeon : Gougeon
- Antoine Parouty : Marcus
- Olivier Père : Le directeur du festival
- Jean-Marc Lalanne : Le copain d'Isabelle
- Louis Garrel : lui-même
- Marie Vermillard :

## Autour du film
- Le film contient un extrait du film Douches froides, que visionnent les actrices principales lorsqu'elles sont au cinéma
- L'affiche originelle du film était une parodie de celle de Spring Breakers, film américain sorti la même année.

## Sélections
- 2012 : Festival de Locarno
- 2012 : Festival de Belfort
- 2013 : Festival Premiers Plans d'Angers

## Réception critique
- Pour Mathile Blottière (Télérama), le film de Sophie Letourneur « a la vacuité désarmante de certains films de vacances, sans le parfum nostalgique qui va avec ».
- En revanche, Serge Kaganski (Les Inrocks, 19 mars 2013) écrit notamment « on ne voit pas au nom de quoi Sophie Letourneur n’aurait pas autant le droit qu’Hong Sangsoo de travailler un matériau qu’elle connaît bien (elle-même et son environnement socio-professionnel) en y touillant documentaire et fiction, improvisation et canevas scénaristique, authenticité et artifice, humour et mélancolie », ajoutant que « sous ses airs potaches débraillés, ce film est une nouvelle variation sur la parole, motif récurrent de la cinéaste ».
- Sandrine Marques (Le Monde, 19 mars 2013) voit dans ce film « un divertissement roboratif au goût acidulé » et note la présence de « deux superbes comédiennes, Camille Genaud et Carole Le Page, dont le naturel et l'énergie galvanisent le trio régressif ».
- Selon Bruno Icher (liberation.fr), « Les Coquillettes sont une gentille farce, pas aigre mais pas particulièrement corrosive non plus, sur les mœurs en vigueur dans les festivals de cinéma. La réalisatrice, dont le court métrage le Marin masqué était projeté à Locarno l’an dernier, en a profité pour fabriquer cette mini-satire un brin paresseuse avec la main-d’œuvre saisonnière locale, autrement dit les programmateurs, des critiques et des amis, pour meubler sa distribution ».